# Kenny (singolo)
Kenny è il diciassettesimo singolo della cover band statunitense Me First and the Gimme Gimmes, pubblicato per la Fat Wreck Chords il 22 gennaio 2008.

## Descrizione
Questo singolo è composto di cover di Kenny Rogers.
Kenny è il quarto singolo della serie Square Dance Series. È stato pubblicato in un totale di 4,414 copie (1,114 su vinile nero quadrato e 3,300 su vinile bianco).

## Tracce
1. She Believes In Me ('05 Version)
2. Lady

## Formazione
- Spike Slawson - voce
- Joey Cape - chitarra
- Chris Shiflett - chitarra
- Fat Mike - basso, voce
- Dave Raun - batteria